# Noxubee County
Noxubee County är ett administrativt område i delstaten Mississippi, USA, med 11 545 invånare. Den administrativa huvudorten (county seat) är Macon. 

## Geografi
Enligt United States Census Bureau så har countyt en total area på 1 813 km². 1 800 km² av den arean är land och 13 km² är vatten. 

### Angränsande countyn
- Lowndes County - nord
- Pickens County, Alabama - öst
- Sumter County, Alabama - sydost
- Kemper County - syd
- Winston County - väst
- Oktibbeha County - nordväst

### Städer och samhällen
- Cities
  - Macon

- Towns
  - Brooksville
  - Shuqualak